# حزب الدستور
حزب الدستور هو حزب سياسي مصري تم تأسيسه عام 2012 على يد كلا من: الدكتور محمد البرادعي الحائز على جائزة نوبل للسلام 2005 والطبيب أحمد حرارة والسفير سيد قاسم ودكتور احمد دراج وقد تأسس لكي يكون جامعاً للطيف الشبابي الثوري المصري.

## عن الحزب
يقوم حزب الدستور على أيديولوجية مصرية بسيطة وجامعة لكافة فئات الشعب المصري، وتتلخص في "العيش والحرية والعدالة الاجتماعية والكرامة الإنسانية ويفتح أبوابه لكل مصري مؤمن ومدافع عن مبادئ وأهداف ثورة 25 يناير. ويقول الدكتور محمد البرادعى وكيل مؤسسين الحزب: "قوتنا في وحدتنا لا في عددنا فقط"، مشددًا على أنه ومؤسسو الحزب يحلمون بأن يضم 5 ملايين مصري في حزب وسطي جامع لا ينافس أحزابا أخرى، وإنما يعمل على جمع الشمل، وقال د ألبرادعي في الاجتماع الأول للجنة التأسيسية للحزب إن الفكرة ليست جديدة، لكن الظروف الحالية فرضت على مؤسسيه الإقدام على إقامة بناء سياسي واسع يلبي أحلام الشعب المصري.

## شعار الحزب
حاول هذا الشعار الذي جرى اختياره من بين 172 تصميما.. الجمع بين هوية حزب «الدستور» حزب الثورة المصرية بامتياز، وبين الهوية الشعبية للمصريين.. فشجرة «الجميز» المنبثقة من كتاب، تحمل العديد من الدلالات التي تكسر المفهوم التقليدى لصياغة هوية مؤسسة أو شركة، تبحث عن مجرد علامة تجارية لا تخطئها العين.
ابتعد هذا الشعار عن الكتل الهندسية الصماء التي يصعب على الذاكرة استدعائها، وقام بمحاكاة كائن حى لاستخدامه كمتحدث رسمى باسم الحزب قادر على توصيل رسائله بطلاقة.
إن صورة الشجرة المنبثقة من كتاب، فضلا عن أنها تحمل مسمى شعبي وعالمي، مستقر وثابت وواضح في إدراك الجميع أطفالا وكبارا، مصريين وغيرهم، فهى تمتع بقابلية شديدة للتطويع والاستخدام في توصيل الرسائل السياسية للحزب، إذ يمكن التعبير عن حالة الحزن والحداد مثلا بتساقط أوراق الشجرة، كما يمكن إعادة تلوينها للتعبير عن موقف سياسى معين، كاللون الأحمر في حال الرفض، إلى جانب استخدامها في رسم علامات سياسية، أو تجميعا في شكل إنسان.

### الدلالات السياسية للشعار

#### الشجرة
شجرة «الجميز» الضخمة والمعمرة، هنا ليست فقط محاكاة للطبيعة المصرية أو محاولة لملامسة الوجدان الشعبي، ولكنها تتجاوز ذلك إلى كونها مظلة جامعة للمصريين الذي هو أحد أهداف حزب «الدستور»، كما أنها وبما تحمله من معانى التنمية والرخاء وحرية النمو، تسعى إلى ترسيخ شعار الثورة المصرية في العيش والحرية اللتان هما أساس الكرامة الإنسانية، فضلا عن أن أوراقها الطائرة في التصميم، ترمز إلى الحرية والتجديد والتطور.

#### الكتاب
يرمز الكتاب، أولا: إلى، مضمون اسم الحزب، فهو الدستور الجامع لقيم المصريين وقواعد العيش المشترك والحقوق الأصيلة للإنسان غير القابلة للتصرف وفي مقدمتها الحق في الحياة والكرامة الإنسانية بمعناها الواسع في تحرير الإنسان من الخوف والجهل والمرض والعوز، وثانيا: يجسد المعنى المباشر للكتاب، القيم الأساسية للحزب وعلى رأسها المعرفة، وثالثا: فإن التصمصيم المركب للكتاب على هيئة طائر وسلم، يرمز إلى الحرية والصعود الذي هو مرادفا للتقدم.
الدلالة الثالثة:
يرمز انبثاق الشجرة من الكتاب، إلى أنه لا يمكن تحقيق التنمية والرخاء (الشجرة)، بدون العلم والتوافق المجتمعى على قواعد للعيش المشترك (الكتاب والدستور).
الألوان:-
يرمز اللون الأخضر لأوراق الشجرة، إلى النماء، والاستقرار الذي يعد أحد العناصر الثابتة في الشخصية المصرية التي عاشت آلاف السنين على ضفاف النيل، في حين يرمز اللون الأزرق لجذع الشجرة، إلى العقل وسعة المعرفة والقوة والاتزان والثبات والهدوء.
كيف تم اختيار هذا الشعار:-
لم يسع الحزب إلى فرض شعر بعينه، بل طرح العديد من التصميمات، وبشكل عفوى وجد هذا اللوجو صدى إيجابيا لدى أغلبية أعضاء الحزب، الذين استخدموه تلقائيا، في فعالياتهم الجماهيرية، وهو ما كان سببا رئيسيا وراء اختياره.

## قادة الحزب

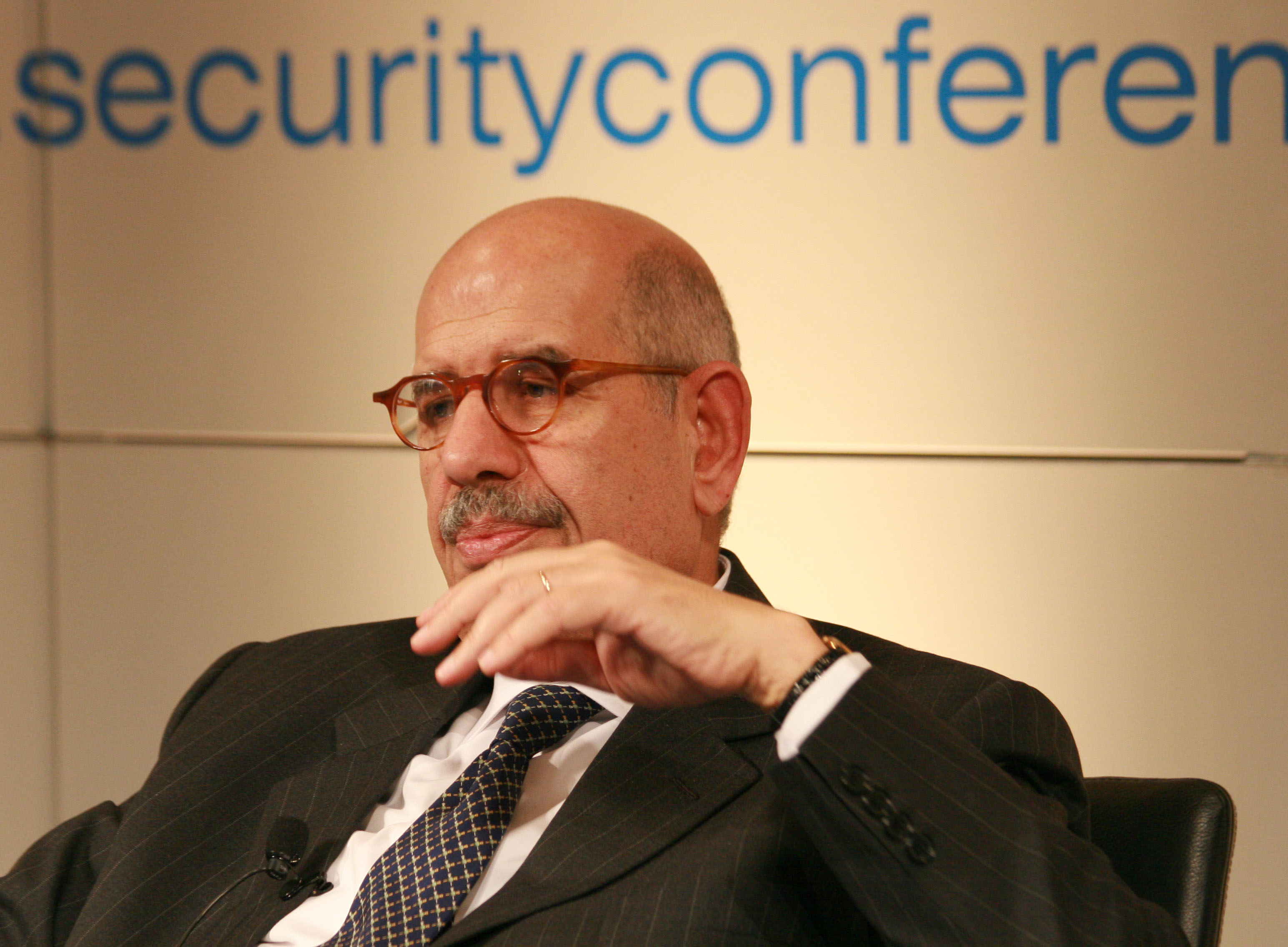
الدكتور البرادعي في مؤتمر الأمن الـ45 في ميونخ 2009

- دكتور محمد البرادعي (الرئيس السابق للوكالة الدولية للطاقة الذرية).
- دكتور أحمد محمد علي البلاسي الشهير بـ أحمد حرارة (أحد شباب ثورة 25 يناير ومن رموزها المشهورين والذي فقد إحدى عينيه في جمعة الغضب (28 يناير 2011) والأخرى في اشتباكات محمد محمود (19 نوفمبر 2011) ورغم فقدانه لعمله كطبيب أسنان إلا أنه يفخر بتقديم عيناه في سبيل الثورة المصرية).
- سفير سيد قاسم المصري (سفير مصر السابق لدى منظمة المؤتمر الإسلامي ومثل مصر من خلال بعثاتها الدبلوماسية في العديد من المحافل الدولية)
- دكتور محمد يسري سلامة رحمه الله (المتحدث الرسمي السابق لحزب النور - قدم استقالته من حزب النور لأسباب أرتأى عدم الإعلان عنها).
- جميلة إسماعيل تم أنتخاب الاستاذة جميلة إسماعيل رئيسا لحزب الدستور بتاريخ ٢٣ يوليو ٢٠٢٢ وتم أعتماد النتيجة لدي هيئة شئون الاحزاب بتاريخ ٢٥ أكتوبر ٢٠٢٢
- دكتورة هالة شكر الله (الرئيس السابق لحزب الدستور بناء على انتخاب المؤتمر العام للحزب في 21 فبراير 2014).
- طارق حسين محامي (أمين مساعد لجنة الحقوق والحريات بالحزب سابقا)
- دكتور ياقوت السنوسى الأمين العام (تقدم باستقالته من الحزب في سبتمبر 2014)
- مينا حليم أمين الصندوق
- محمد سرحان (مسؤول الجامعات علي مستوى الجمهورية)

## وصلات خارجية
الموقع الرسمي لحزب الدستور

الصفحة الرسمية لحزب الدستور على الفيس بوك  على فيسبوك.